# Heinz Wedler
Heinz Wedler (* 9. Mai 1927 in Tilsit; † 19. Oktober 2012 in Ruhla) war in der DDR bis zur friedlichen Revolution 1989 Generaldirektor des Kombinats Mikroelektronik Erfurt.

## Leben

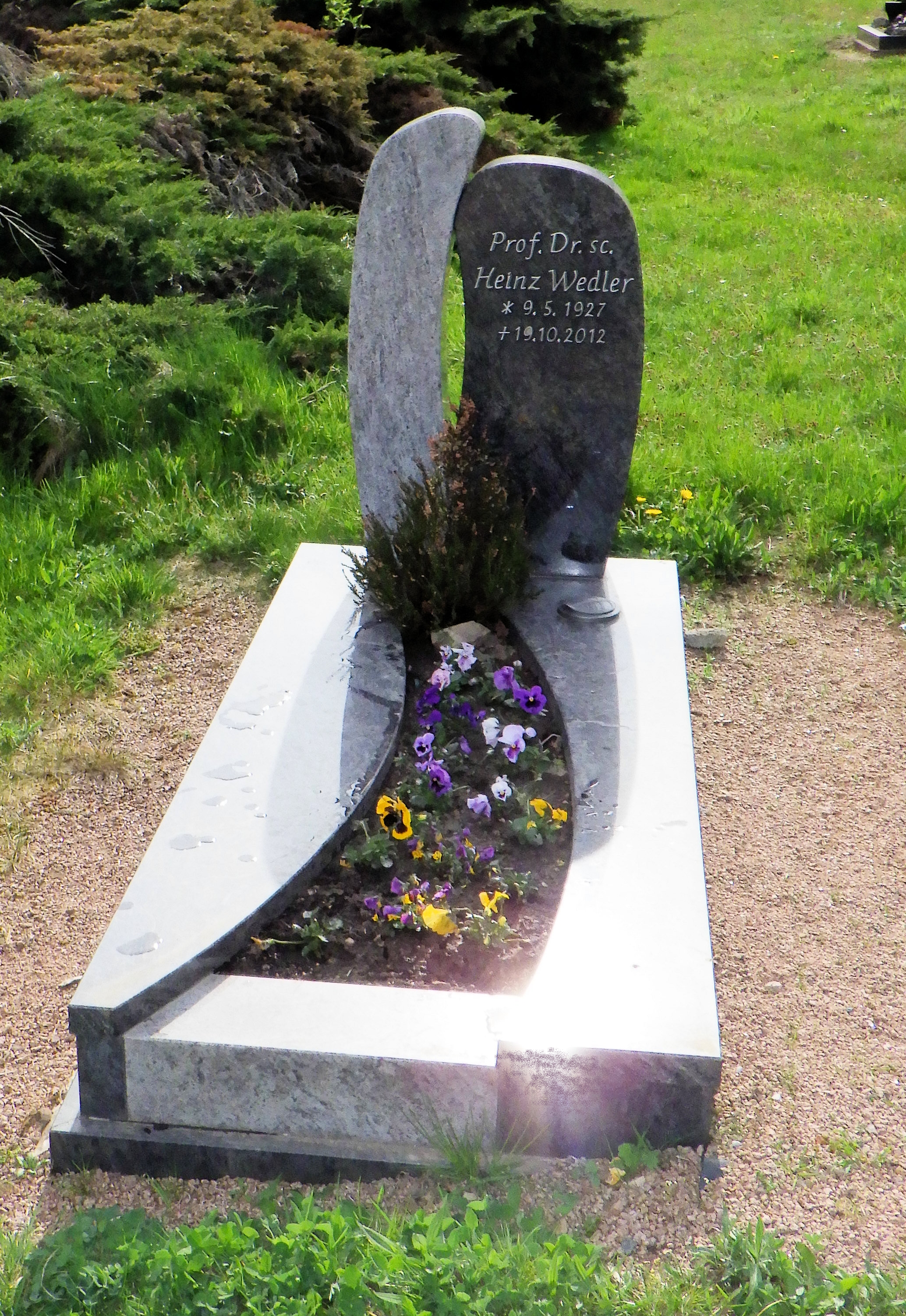
Grab von Heinz Wedler auf dem Friedhof Kittelsthal

Wedler beantragte am 7. Februar 1944 die Aufnahme in die NSDAP und wurde zum 20. April desselben Jahres aufgenommen (Mitgliedsnummer 9.920.241). In der letzten Phase des Zweiten Weltkriegs erlitt er eine schwere Kriegsverwundung.
Danach absolvierte er eine Lehre im Fach Feinmechanik. Anschließend nahm er ein Ingenieurstudium von 1949 bis 1952 in Jena auf. In den Jahren 1953 bis 1956 war er Haupttechnologe im VEB Maßindustrie Werdau. In dieser Zeit wurde er Mitglied der SED.
Als Technischer Direktor im VEB Werkstoffprüfmaschinen Leipzig wirkte er von 1956 bis 1959. Von 1959 bis 1962 war er Leiter der Abteilung für Forschung und Entwicklung in der VVB Mechanik Leipzig. In diesen Jahren absolvierte er auch ein Studium am Industrie-Institut der Karl-Marx Universität Leipzig, das er als Diplom-Wirtschafter beendete. Die Promotion zum Dr. rer. oec. mit dem Thema Analyse der Entwicklungs-, Überführungs- und Fertigungsprozesse zur weiteren Qualifizierung der Leitung, zur Erzielung eines hohen Tempos und einer hohen Ausbeute: untersucht am Beispiel des Mikroprozessors (CPU) U 880 D als Dissertation A und B erlangte er dort zusammen mit Johann Pohl im Jahr 1981.
Im Jahr 1963 wurde er zum Werkdirektor des VEB Uhrenwerke Ruhla ernannt, ab 1967 war er als Generaldirektor Leiter des Uhrenkombinates. Seit 1967 gehörte er auch der Bezirksleitung der SED in Erfurt an. Mit der Gründung des Kombinates Mikroelektronik Erfurt 1978, in dessen Bestand 24 Volkseigene Betriebe (VEB), darunter der VEB des geschaffenen Leitbereiches Uhrenwerke Ruhla und des Leitbereiches Halbleiterwerk Frankfurt (Oder) eingingen, wurde er Generaldirektor und übte diesen Posten bis zum Ende des Jahres 1989 aus.
1984 erfolgte seine Ernennung zum Honorarprofessor an der Technischen Hochschule Leipzig.
Noch im September 1989 schloss Wedler einen Kooperationsvertrag mit der TH Ilmenau „Zur vertieften Kooperation in der Mikroelektronik“ ab. Nach der Wende wurde dieser Vertrag wegen der Abwicklung aller Einrichtungen als Ergebnis der deutschen Wiedervereinigung ad acta gelegt.
Wedler starb 2012 in Ruhla. Er wurde auf dem Friedhof im Ruhlaer Stadtteil Kittelsthal beigesetzt.

## Auszeichnungen
- 1964 Nationalpreis der DDR III. Klasse für Wissenschaft und Technik
- 1969 Ehrentitel Held der Arbeit
- 1977 Banner der Arbeit Stufe II
- 1984 Vaterländischer Verdienstorden in Gold
- 1987 Karl-Marx-Orden
- 1989 Nationalpreis der DDR I. Klasse für Wissenschaft und Technik

## Schriften
- Der ökonomische Nutzeffekt der Automatisierung in der Uhrenindustrie der DDR: Untersucht für die Nutzeffektskennziffern Produktionsdauer, Taktzeit, Produktionskapazität, Produktionsvolumen, Arbeitsproduktivität unter Anwendung der Operationsforschung. Leipzig 1969.
- mit Helmut Sinnreich und Arno Axmann: Die Gewährleistung von Sicherheit und Ordnung im VEB Uhrenkombinat Ruhla. In: Neue Justiz. Jg. 21, 1969, S. 661 ff.
- Verantwortung und Risiko bei der Durchsetzung des wissenschaftlich-technischen Fortschritts. In: Einheit. 37. Jg., Heft 9, 1982, S. 892 ff.
- Einfluß der Herstellung und Anwendung der Mikroelektronik auf das Qualifikationsniveau der Werktätigen. In: Sozialistische Arbeitswissenschaft. Heft, 1984, S. 11 ff.
- Fragen der Entwicklung der Direktbeziehungen der Kombinate zu den Produktionsvereinigungen der UdSSR. Referat anlässlich der Wirtschaftswissenschaftlichen Konferenz der DDR im Karl-Marx-Jahr 29./30. September 1983 in Berlin; veröffentlicht In: Helmut Koziolek (Hrsg.): Leistungssteigerung der Kombinate und ökonomische Strategie. Verlag De Gruyter, 1984.[4]